# Терапсиди
Терапсидите (Therapsid) са основна група от евпеликозаври синапсиди, която включва бозайници, техните предци и роднини. Много от чертите, които днес се разглеждат като уникални за бозайниците, произхождат от ранните терапсиди, включително крайници, които са ориентирани по-под тялото, за разлика от разтегнатата поза на много влечуги и саламандри.
Терапсидите еволюират от звероподобни влечуги (пеликозаври), по-специално в рамките на Сфенакодонтия, преди повече от 279,5 милиона години. Те заменят пеликозаврите като доминиращи големи сухоземни животни в средния перм до ранния триас. Вследствие на пермско-триаското изчезване, относителната важност на терапсидите спрямо бързо диверсифициращите се влечуги през средния триас намалява.
Терапсидите включват цинодонтите, група, която дава началото на бозайниците в късния триас, преди около 225 милиона години. От терапсидите, които не са бозайници, само цинодонтите оцеляват след края на триаса, като единствената група терапсиди, която оцелява до късния триас, дицинодонтите, изчезват към края на периода. Последната оцеляла група цинодонти без форма на бозайник са тритилодонтиди, които изчезват през ранната креда.

## Допълнителна информация
- Benton, M. J. (2004). Vertebrate Palaeontology, 3rd ed., Blackwell Science.
- Carroll, R. L. (1988). Vertebrate Paleontology & Evolution. W. H. Freeman & Company, New York.
- Kemp, T. S. (2005). The origin and evolution of mammals. Оксфордски университет.
- Romer, A. S. (1966). Vertebrate Paleontology. University of Chicago Press, 1933; 3rd ed.
- Bennett, A. F., & Ruben, J. A. (1986). "The metabolic and thermoregulatory status of therapsids Архив на оригинала от 2023-05-01 в Wayback Machine.." In The ecology and biology of mammal-like reptiles. Smithsonian Institution Press, Washington, DC, 207-218.

|  | Тази страница частично или изцяло представлява превод на страницата Therapsid в Уикипедия на английски. Оригиналният текст, както и този превод, са защитени от Лиценза „Криейтив Комънс – Признание – Споделяне на споделеното“, а за съдържание, създадено преди юни 2009 година – от Лиценза за свободна документация на ГНУ. Прегледайте историята на редакциите на оригиналната страница, както и на преводната страница, за да видите списъка на съавторите. ВАЖНО: Този шаблон се отнася единствено до авторските права върху съдържанието на статията. Добавянето му не отменя изискването да се посочват конкретни източници на твърденията, които да бъдат благонадеждни. |